# MGM-134 Midgetman
Die MGM-134 Midgetman, auch als SICBM (Small Intercontinental Ballistic Missile) bezeichnet, war eine für mobilen Einsatz ausgelegte nukleare Interkontinentalrakete der US-Streitkräfte.
Die Midgetman wurde aus dem Mitte der 1980er-Jahre von der US Air Force formulierten Bedürfnis für eine kleine Interkontinentalrakete, die mobil auf straßengängigen Fahrzeugen stationiert werden könnte, entwickelt. Da Raketensilos durch einen von U-Booten gestarteten Erstschlag verwundbar sind (kurze Flugzeit bei Abschuss vor der Küste), sah die militärische Führung der USA die Fähigkeit zu einem Vergeltungsschlag gefährdet. Diese Fähigkeit sollte durch die mobile Stationierung wiederhergestellt werden. Da die Sowjetunion mit der RT-23 Molodez (SS-24) und der RT-2PM Topol (SS-25) ebenfalls mobile Systeme entwickelte, zogen die USA mit der Midgetman nach.

## Die Rakete
System-Definitions-Studien für die SICBM (Small Intercontinental Ballistic Missile) wurden ab 1984 durchgeführt und Martin Marietta wurde 1986 autorisiert, die XMGM-134A-Midgetman-Rakete zu entwickeln. Der erste Prototyp wurde 1989 auf der Vandenberg Air Force Base gestartet, doch der Test erwies sich als Fehlschlag. Ein zweiter Testflug 1991 war erfolgreich.
Die XMGM-134A war als dreistufige Feststoffrakete konzipiert. Wie die größere LGM-118 Peacekeeper wurde sie auch mittels eines Kaltstartsystems gestartet, bei dem die Rakete mittels Gasdruck aus ihrer Startröhre katapultiert wurde und erst in einigen Metern Höhe außerhalb des Startgeräts gezündet wurde.
Die Midgetman hatte eine Reichweite von etwa 11.000 Kilometern. Der Sprengkopf bestand aus einem einzelnen Mk.-21-Wiedereintrittskörper mit einem Nukleargefechtskopf von 475 Kilotonnen Sprengkraft vom Typ W87-1, der auch auf der Peacekeeper-Rakete verwendet wurde. Das Trägheitsnavigationssystem gab der Midgetman einen Streukreisradius (CEP) von 90 m.
Mit dem Ende des Kalten Kriegs reduzierten die USA ihre Neuentwicklungen von nuklearen Waffen und stellten daher das Programm im Januar 1992 ein.

## Das Startfahrzeug

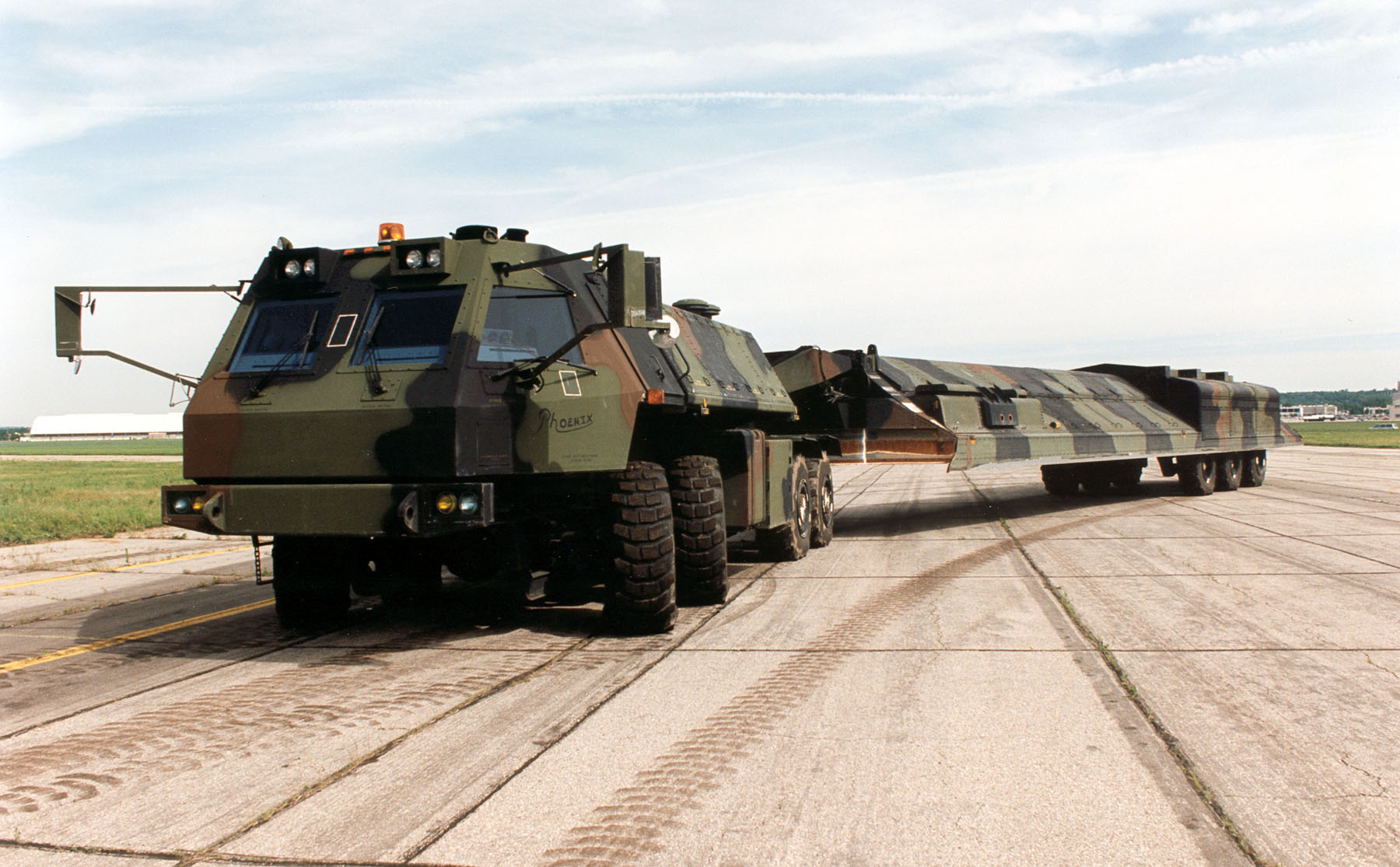
Gepanzertes Startfahrzeug für die Midgetman-Rakete

Die Midgetman-Rakete sollte in einem gepanzerten Startfahrzeug, dem sogenannten Hard Mobile Launcher (HML), stationiert werden. Diese von Boeing Aerospace and Electronics in Zusammenarbeit mit Loral Defense Systems Division gebauten Fahrzeuge sollten im Normalfall in einer Basis verbleiben und nur bei drohendem Kriegsausbruch bei internationalen Krisen mobil eingesetzt werden, um im Falle eines gegnerischen Erstschlags weniger gefährdet zu sein.
Das Fahrzeug konnte auf Highways eine Geschwindigkeit von fast 90 km/h erreichen und war geländegängig. Der Antrieb bestand aus einem Rolls-Royce-Perkins-Dieselmotor von 1200 PS, der alle acht Räder der Zugmaschine über elektro-hydraulische Kraftübertragung antrieb. Das Gesamtgewicht des Fahrzeugs betrug 108 Tonnen. Am Raketenanhänger war ein Pflug angebracht, mit dessen Hilfe der Anhänger für zusätzlichen Schutz gegen Druckwellen in die Erde eingegraben werden konnte.
Das Fahrzeug wurde im Dezember 1988 an die US Air Force ausgeliefert und bis 1991 auf der Malmstrom Air Force Base in Montana erprobt.